# Konsum Norra Dal
Konsum Norra Dal var en svensk konsumentförening med Bengtsfors som huvudort.

## Historik
Bengtsfors kooperativa handelsförening startade i juli 1909. Vid bildandet hade föreningen 114 medlemmar, av vilka de flesta arbetade på Elektrokemiska aktiebolaget.
Våren 1922 fick föreningen sin första filial utanför Bengtsfors köping när man tog över brukshandeln i Skåpafors. Hösten 1926 övertog föreningen Böns handelsaktiebolag i Bön (Gustavsfors) och dess filial i Hallesund, varefter föreningen hade fem affärer.
Den 1 september 1931 uppgick Billingsfors arbetares handelsbolag ("Brukshandeln" för arbetarna vid Billingsfors bruk) i föreningen som då bytte namn till Konsumtionsföreningen Norra Dal. Efter sammanslagningen hade föreningen affärer i Bengtsfors, Billingsfors, Gustafsfors, Skåpafors, Hallesund och Granhögen samt en särskild charkuteriaffär.
År 1934 valde Långeds kooperativa handelsförening att ansluta sig till Konsum Norra Dal. I mitten på 1930-talet hade föreningen utöver nämnda orter även butiker i Långed, Mustadfors, Långbron och Dingelvik. Årsskiftet 1936/1937 uppgick Blomskogs kooperativa handelsförening med butik i Blomskog. I november 1939 etablerades en filial i Torrskog sedan man tagit över en butik där.
En ny och för tiden modern Konsumbutik i Billingsfors kunde tas i bruk den 15 april 1940. Vidare öppnades filialer i Rösstegen den 15 december 1944 och Bodane den 17 april 1946.
År 1960 valde Eds kooperativa handelsförening att ansluta sig till Konsum Norra Dal. I november 1962 valde även Mustadfors handelsförening att fusionera med storföreningen.
Den 25 mars 1965 invigdes Domus i Bengtsfors.
Konsum Norra Dal uppgick i Konsum Bohuslän årsskiftet 1967/1968. Den sammanslagna föreningen hette därefter Konsumentföreningen Bohuslän-Dal. Verksamheten uppgick sedermera i Coop Väst.